# Wissenschaftspreis der EHI Stiftung und der GS1 Germany
Mit dem Wissenschaftspreis von EHI Stiftung und GS1 Germany werden Wissenschaftlerinnen und Wissenschaftler sowie Startups für exzellente wissenschaftliche Arbeiten und Projekte ausgezeichnet, „die hochgradig relevant für die Handelsbranche und Konsumgüterindustrie sind“. Der Preis wird seit 2008 jährlich von EHI-Stiftung und GS1 Germany verliehen.
Der mit insgesamt 65.000 Euro dotierte Preis wird in drei Kategorien vergeben: "beste Masterarbeit", "beste Dissertation" sowie "bestes Startup". Über die Preisvergabe in den Kategorien "beste Masterarbeit" und "beste Dissertation" entscheidet eine unabhängige Jury, bestehend aus Vertretern führender Industrie- und Handelsunternehmen sowie Vertretern renommierter Lehrstühle und Institute. Die nominierten Startups bewertet hingegen der Startup-Beirat, der mit hochkarätigen Führungspersönlichkeiten aus Handel und Konsumgüterindustrie besetzt ist.
Die Verleihung findet jährlich im Rahmen der EuroCis (Europas führender Fachmesse für IT und Sicherheit im Handel) in Düsseldorf statt.

## Preisträger
| Jahr | Beste Dissertation | Beste Masterarbeit | Bestes Lehrstuhlprojekt | Bestes Startup |
| ---- | --- | --- | --- | --- |
| 2025 | Claudia Waldhans, Universität Bonn Intelligente Verpackungssysteme entlang der Lieferkette | Daniel Schoess, ETH Zürich Cross-Effekte bei Produkten im stationären Handel | – | Experial Menschliche Teilnehmer in der Marktforschung vollständig digitalisiert |
| 2024 | Jannik Rößler, Universität zu Köln Optimizing Uplift Modeling to Improve Treatment Assignments Problems                                                                                                 | Elina Porz, Wirtschaftsuniversität Wien Fashion and Brand Choice in the Metaverse                                                                                               | – | Murmuras Onscreen-Technologie zur Konsummessung über alle Apps |
| 2023 | Martin Reisenbichler, Wirtschaftsuniversität Wien Machine Learning Based Content Marketing Optimization                                                                                                 | Tatjana Heiser, Universität Mainz Messbare Effekte von Werbeausgaben der Onlineseller                                                                                           | Bernd Skiera und Jochen Reiner, Goethe-Universität Frankfurt ACoS Optimierung auf Online-Marktplätzen: Eine Anwendung am Beispiel des Amazon Marketplace                                                                                                 | Niklas Tegtmeier eco:fibr Julius Lutzer, Gregor Kolls, Robin Konrad, Markus Weber Filics |
| 2022 | Jochen Hartmann, Universität Hamburg Machine Learning Methods for Data-Driven Marketing | Niclas Musies, Westf. Wilhelms-Universität Münster Data-Driven Retail Experience – Designing an Analytics Application for Stationary Retail                                     | Laura Marie Edinger-Schons, Universität Mannheim, Johann Nils Foege, Leibniz Universität Hannover, Manuel Reppmann, Universität Mannheim, Stephan Harms, Ernsting’s family Nachhaltigkeit im Einzelhandel: Die Aktivierung des nachhaltigen Verbrauchers | Ferenc Bálint-Benczédi, Georg Bartels, Alexis Maldonado, Jonas Reiling Ubica Robotics Anne Lamp, Johanna Baare Starup Traceless Materials                                                                                            |
| 2021 | Christoph Brenner, Goethe-Universität Frankfurt Innovations in Performance Marketing Felix Weidinger, Friedrich-Schiller-Universität Jena E-Commerce warehousing: Order fulfillment in modern retailing | Fabian Alber, ETH Zürich The Influence of Innovative Last-Mile Logistics Services on Customer’s Buying Decisions                                                                | Michael Beetz, Universität Bremen Semantische digitale Zwillinge als Wissensbasis für Filialen | Mirco Alexander Meyer und Hendrik Lallensack, Rheinische Fachhochschule Köln Startup Baoo (Produktsuchmaschine für den lokalen Handel)                                                                                               |
| 2020 | Sebastian Gabel, Berlin One-to-One Marketing in Grocery Retailing | Nina Kniggendorf, München Wieso vertrauen Follower den Empfehlungen von Social Media Influencern?                                                                               | Manfred Krafft und Mirja Kroschke Wie Konsument*innen reagieren, wenn sich der stationäre Handel neu erfindet | Tim Becker und Sven Witthöft Startup Vytal: Kreislaufökonomie mit Bowlsharing |
| Jahr | Beste Dissertation | Beste Masterarbeit | Beste Bachelorarbeit | Beste Kooperation |
| 2019 | Sandra Pauser, Wien Der charismatische Verkauf – Nonverbale Kommunikation im persönlichen Verkauf | Tatjana Bockler, Frankfurt Heuristiken, Fairness und Dynamic Pricing | Clara Walter, Reutlingen Motivation to Share | Hochschule Geisenheim University, Katholische Universität Eichstätt-Ingolstadt Verbesserung der Bestandsqualität im Einzelhandel |
| 2018 | Daniel M. Ringel, Goethe-Universität Frankfurt Marktanalyse durch Online-Suchanfragen | Sandra Wolnitz, Mainz Augmented Reality im Online-Shop | Hoai Diem Chau, Nürnberg Konsumenten – nachhaltig beeinflussen? | Josephs das offene Innovationslabor, Nürnberg |
| 2017 | Ingo Becker, ETH Zürich, Three Essays based on Clickstream Data: Analyzing, Understanding and Managing Online Customer Behavior                                                                         | Felix Weidinger, Friedrich-Schiller-Universität Jena, Beyond the chaos: How to store items in the warehouse online retailer                                                     | Mohamed Kari, Univ. Duisburg-Essen, Entscheidungsunterstützung im Einzelhandel mit SAP HANA \\ Luisa Kuschke, Ruhr-Univ. Bochum, The Effects of Price Based Brand Arrangements on Retail Customers                                                       | Shopping24, Otto Group, TU Darmstadt und Universität Passau, Suchmaschinenwerbung – neuer Ansatz für die Keyword-Auswahl |
| 2016 | Marcel Stafflage, Westfälische Wilhelms-Universität Münster, In-Store Mobile Marketing-Kommunikation – Empirische Analysen von Determinanten aus Konsumentensicht                                       | Julian Wichmann, Universität zu Köln, Data driven audience targeting in online advertising – Key drivers of quality                                                             | Daniel Zügner, Julius-Maximilians-Universität Würzburg, Improvement of RFID-based electronic article surveillance performance using machine learning methods                                                                                             | Jan Wieseke, Ruhr-Universität in Bochum, Consumer Retailing Insights Panel (CRIP) |
| 2015 | Björn Asdecker, Otto-Friedrich-Universität Bamberg, Retourenmanagement im Versandhandel | Marco Schwenke, Ruhr-Universität Bochum, A Dark Side of Customer Orientation: The Impact of Customer Orientation on Price Negotiations                                          | Markus Dollmann, Universität Paderborn, Unter Umständen positiv? Analyse kontextbedingter Ambivalenz in Kundenmeinungen | Freimut Bodendorf, Friedrich-Alexander-Universität Erlangen-Nürnberg – Adidas-Gruppe, Service Fascination – Gaining competitive advantage through experiential self-service systems in retail environments                           |
| 2014 | Jochen Reiner, Goethe-Universität Frankfurt Innovative Pricing and Promotion Mechanisms in Retailing | Christian Kaiser, Universität Freiburg (Schweiz) Mobile Payment System mit integrierten CRM-Maßnahmen                                                                           | Carina Barg, Alanus-Hochschule für Kunst und Gesellschaft Einfluss der Kultur eines Unternehmens auf das Identifikationspotenzial von Mitarbeitern im Einzelhandel                                                                                       | Stephan Kull, Jade-Hochschule Wilhelmshaven/Oldenburg/Elsfleth Augmented Retailing: Erlebnispotenziale zur virtuellen Erweiterung realer Einkaufswelten                                                                              |
| 2013 | Nadia Nabout, Goethe-Universität Frankfurt Optimal Search Engine Marketing. | Anne-Madeleine Kranzbühler, Westfälische Wilhelms-Universität Münster Are Premium Private Labels a Threat for National Brands?                                                  | Olga Luisa Kastner, Hochschule für Wirtschaft und Recht Berlin Erfolgsfaktoren von Pop-up Stores. | Arnd Huchzermeier, WHU – Otto-Beisheim School of Management Benchmarking eines kollaborativen Promotionmanagementansatzes in der Konsumgüterindustrie.                                                                               |
| 2012 | Bastian Popp, Universität Bayreuth Markenerfolg durch Brand Communities. Eine Analyse der Wirkung psychologischer Variablen auf ökonomische Erfolgsindikatoren.                                         | Kristina Wittkowski, EBS Business School From Ownership to Usage/Access of Products – Implications for Retailing.                                                               | Thomas Pfannkuch, Hochschule für angewandte Wissenschaften Würzburg-Schweinfurt Social Media Marketing – Anwendungsnutzen im Buchhandel. | Deutsches Forschungszentrum für Künstliche Intelligenz GmbH (DFKI), Lehrstuhl für Künstliche Intelligenz im Handel – Antonio Krüger, Innovative Retail Laboratory (IRL) Forschung und Innovationen für den Einzelhandel der Zukunft. |
| 2011 | Salome Nies, Goethe-Universität Frankfurt Private Label Management. | Christian Hoops, Technische Universität Dortmund Analyse standortbedingter Kundenbindungen – Entwicklung eines Frühwarnsystems zur Verhinderung von Kundenabwanderung.          | Laura Steden, Europäische Fachhochschule (EUFH) Personalrekrutierung durch die Analyse digitaler sozialer Netzwerke – ein Anwendungsbeispiel bei der REWE Group.                                                                                         | Rheinische Friedrich-Wilhelms-Universität Bonn, Arbeitsgruppe Cold-Chain-Management, Judith Kreienschmidt Kühlkettenoptimierung durch interaktive und interdisziplinäre Kooperation aus Lehre, Industrie und Forschung.              |
| 2010 | Carmen-Maria Albrecht, Universität Mannheim Einkaufsstress: Messungen, Determinanten und Konsequenzen.                                                                                                  | Mani-Maurice Kügler, Karlsruher Institut für Technologie (KIT) Entwurf und Umsetzung eines Kennzahlensystems zur Unternehmenssteuerung im Handel.                               | Neele Kirsten Gellermann und Lisa-Katharina Schmitz, WHU – Otto Beisheim School of Management Vertical Relationships in the FMCG Industry – Confrontation or Collaboration?.                                                                             | Institut für Technologiemanagement an der Universität St. Gallen (ITEM-HSG), Elgar Fleisch Der betriebswirtschaftliche Wertbeitrag integrierter RFID-Systeme am Fallbeispiel Galeria Kaufhof.                                        |
| 2009 | Oliver Hinz, Goethe-Universität Frankfurt Interaktive Preismechanismen in dynamischen Märkten. | Philipp Scharfenberger, Johannes Gutenberg-Universität Mainz Personifizierte Intermediäre Grundkonzepte und empirische Untersuchung zur erfolgswirksamen Umsetzung im Internet. | Christian Fester, Berufsakademie Dresden Konzept und Erfolgsaussichten eines auf Lebensmittelkommissionierung basierenden Lebensmittel-Lieferservice für das Unternehmen LIDL.                                                                           | – |
| 2008 | Christina Reith, WHU – Otto Beisheim School of Management Convenience im Handel. | Tim Inteeworn, Universität zu Köln Bestimmungsfaktoren der Verweildauer im Einzelhandel.                                                                                        | Ole Grötzner und Tim Teske, Hochschule Bremen Strategische Auswahl des Mietermixes zur Optimierung des Gesamterfolgs von Einkaufszentren. | – |

## Belege
1. ↑  EHI-Stiftung
2. ↑  wissenschaftspreis.or
3. ↑  Pre-loved, dynamic und nonverbal. In: wissenschaftspreis.org. EHI, 21. Februar 2019, archiviert vom Original (nicht mehr online verfügbar) am 23. Februar 2019; abgerufen am 22. Februar 2019.  Info: Der Archivlink wurde automatisch eingesetzt und noch nicht geprüft. Bitte prüfe Original- und Archivlink gemäß Anleitung und entferne dann diesen Hinweis.
4. ↑  Der Kunde als entscheidender Faktor - EHI Retail Institute GmbH - Pressemitteilung. In: pressebox.de. 1. März 2018, abgerufen am 1. März 2018.